# Йоганес Шьольгорн
Йоганес Шьольгорн (нім. Johannes Schöllhorn, 30 червня 1962 Мурнау-ам-Штаффельзе, Німеччина) — німецький композитор, педагог.

## Біографія
Вивчав композицію у Клауса Губера, Емануеля Нуніша, Матіаса Шпалінґера та теорію музики у Петера Фьортіґа, займався симфонічним диригуванням у Петера Етвеша у Вищій школі музики Фрайбурга. 1992 році брав участь у композиторському семінарі фундації Ройомон, де був помічений, та відзначений ансамблем Recherche, який у 1994 році записав його перший монографічний диск. У 1997 році його камерна опера 'les petites filles modèles' була відібрана ансамблем Intercontemporain для концертного турне Францією того ж року, а також була поставлена в Opéra Bastille (Париж). Відразу після цього Шьольгорн отримав велику кількість замовлень від Ensemble Modern, ансамблю Intercontemporain, Instant donné, Neue Vocalsolisten Stuttgart, ансамблю Musikfabrik, Klangforum Wien, ансамблю ascolta, Neue Ensemble, а також оркестрів радіо Кельна (WDR) та Штутгарта (SWR), DSO Берлін, Сеульського та Лондонського філармонічних оркестрів.
Музика Шьольгорна виконується відомими солістами та колективами світу.

## Творчість
Серед композиторів, які мали найбільший вплив на його творчість, сам Шьольгорн називає Жоскена Депре, Монтеверді, Гайдна, Шумана, Берліоза, Дебюсі, Равеля, Стравинського, Веберна, Мадерну та Ноно. 
Композитор визнає, що багато чого навчився у своїх вчителів. Намагаючись описати основні творчі засади, які він перейняв від них, композитор каже наступне: 
«від Нуніша – ідею, що строгість концепції та краса не виключають одна одну; від Фернехоу (який був асистентом Губера у Фрайбурзькій вищій школі музики у 1973-1986) – блискучу спокусу діалектичних сузір’їв; від Шпалінґера закритість у концепції форми та здатність до такого ж радикального її розбиття; від Губера – принципову відкритість на всі види музики, включаючи всі численні музики в мені».(інтерв'ю на CD aeon AECD 0863 (2008)).
Для музичної мови Шьольгорна характерне тяжіння до чіткості та прозорості висловлювання, що проявляється зокрема у чистоті оркестрового письма: використання різних способів звуковидобування трактується як розширення звукової палітри, а не використовується заради самого звуку. 
Більш фундаментально музика Шьольгорна базується на пошуку рівноваги між простотою та складністю, протиставленні, яке саме по собі є глибоко класичним. Він намагається поєднати зрозумілість загального розвитку зі складністю на рівні деталей (чи то взятої за основу структури, наприклад ряду Фібоначчі у 'kazabana', чи то насиченість інструментування чи ритміки). 
Всесвіт Шьольгорна містить як комбінаторику, запозичену від Фернехоу, так і звукову поезію, чутливість до тембру, що є протилежним ідеології перенасичення англійського композитора.
Шьольгорн якось сказав, що, якби він не був композитором, він би вивчав історію мистецтва. Багато творів композитора перегукуються з образотворчим мистецтвом: 'liu-yi' з китайським живописом, 'clouds and sky' з творчістю Вістлера, 'red and Blue' був інспірований творчістю Барнета Ньюмана.

## Педагогічна діяльність
- У 1995-2000 викладав у Вищій школі музики Цюриха (Швейцарія).
- У 2001-2009 був професором композиції у Вищій школі музики та театру Ганновера.
- З 2009 до 2017 викладав композицію у Вищій школі музики і танцю Кельна.
- З 2017 є професором композиції та директором Інституту нової музики Вищої школи музики Фрайбурга.

Також викладає композицію на чисельних семінарах та майстер-класах у різних країнах світу, серед яких семінар з композиції Фундації Ройомон (Франція), Ictus Séminaire (Бельгія), Фестиваль Бартока (Угорщина) Takefu-Festival (Японія), а також у Паризькій консерваторії, у Консерваторії музики Тяньцзіня (Китай), у Центральній консерваторії музики в Пекіні, у Токійському музичному коледжі, Centro San Fedele у Мілані (Італія) та ін. У 2014 був викладачем III Київських міжнародних майстер-класів нової музики Course (Україна).

## Нагороди
- 1997 : Comité de lecture de l'Ensemble intercontemporain
- 2009 : Praetorius Musikpreis

## Список творів

### Електронна музика
- slow colours – for Danny Yung електронна музика (2008), 10'

### Твори для інструментів соло
- Echo для віолончелі соло (2007), 06'
- Hand-Stücke для перкусії (1987), 10', Lemoine
- Tango en blanc et gris et noir для трьох, двох або одного піаніста (2008), 01', партитура доступна на сайті композитора
- a self-same-song для контрабасового кларнета (2010)
- grisaille для віолончелі (2013)
- musarion для альта (1985-1986), 09', Lemoine
- phanias для скрипки соло (1989), 09'

### Камерна музика
- Hero und Leander для танцюриста та двох ударних, на хореографію Луї Ціглера (1995), 20'
- Hexagramm для трьох гітар (1987-1989), 10', Lemoine
- Hommage à Ravel для скрипки та віолончелі (1997), 02',партитура доступна на сайті композитора
- In nancarrow для фортепіано в чотири руки або двох фортепіано або двох клавішних (2008), 10', партитура доступна на сайті композитора
- Pentagramm для фортепіано та чотирьох ударних (1990-1991), 17', Lemoine
- Rote Asche п'єса для театру, для трьох акторів, ансамблю та відео (2004), 40'
- Schlussvignette & Retraiteschuss для струнного тріо (1987-1988), 01', Lemoine
- Suite для фортепіано, двох ударних та арфи (1998), 18'
- Windmaschine для чотирьох блокфлейт in C (1985), 07', Moeck
- a garland для флейти, кларнета, скрипки та віолончелі або чотирьох голосів (SATB) (1990), 03'
- bis для струнного тріо (1995), 09'
- chanson для кларнета, скрипки, альта та віолончелі (2010), партитура доступна на сайті композитора
- conductus для кларнета, скрипки, віолончелі та фортепіано (2010), партитура доступна на сайті композитора
- in nomine для струнного тріо (1994), 03' [note de programme]
- in nomine для трьох блокфлейт (2007), 03', партитура доступна на сайті композитора
- les ombres - die schatten для двох ударних (1990), 10', Lemoine
- madria інструментування п’яти п’єс Франческо Ландіні (1993-1994), 11' 30, Lemoine
- notturno (lucciole) для двох віолончелей та ударних (2013)
- nuage для альтової флейти, гітари та цимбал (2004), 02', Inédit
- oréade для скрипки та фортепіано (2009), 07', Editions Musicales Européennes
- plainsong для фортепіано, лютні, тимпанона та клавесина (2008), від 02' до 05', партитура доступна на сайті композитора
- red and blue для шести ударних (1999), 17'
- rota для контрабасового кларнета та струнного квартету (2008), 14', Editions Musicales Européennes
- so well below для флейти, кларнета, фортепіано, скрипки та віолончелі (2014)
- sous-bois для двох скрипок, двох альтів та двох віолончелей (2014)
- under one's breath для флейти, альта та арфи (1996), 10', Lemoine
- zeta для чотирьох тромбонів (2009), від 07' до 10'

### Твори для інструментальних ансамблів
- Anamorphoses для ансамблю (2001-2004), 50'
- Dias, koloriert три нові анаморфози Мистецтва фуги Й. С. Баха для камерного ансамблю (2010)
- Douze Notations інструментування 'Douze Notations' П. Булеза для ансамблю (2011)
- Dämmerung-Schmetterlinge п’ять п’єс для ансамблю (2013)
- Hero und Leander II для ансамблю (2008), 10'
- La Treizième для ансамблю (2011)
- Niemandsland для ансамблю (2009), 19'
- Pièces croisées дев’ять багателей для великого ансамблю (2012)
- Ralentir travaux для ансамблю (1992-1993), 12' 30, Lemoine
- Spur (für Józef Koffler) для ансамблю (2003), 15'
- Sérigraphie : nocturne для ансамблю (2007), 11', Editions Musicales Européennes
- Zeichnung / Radierung дві п’єси для камерного оркестру (2010), партитура доступна на сайті композитора
- about the seventh для семи музикантів (1992), 08', Peer Music
- berstend-starr сім частин та три додатки за '...explosante-fixe...' П'єра Булеза (версія 1972), для ансамблю (1991-1992), 12', Lemoine
- fantasia для барокової флейти, кларнета та струнного квартету (2006), 03', партитура доступна на сайті композитора
- in nomine для ансамблю (1999), 02', партитура доступна на сайті композитора
- kazabana для ансамблю (1998), 15', Lemoine
- liu-yi/Wasser для оркестру (2001-2002), 15'
- marmi для ансамблю (2013)
- sérigraphie : barcarolle для ансамблю (2007), 07'
- tigre de l'amour для ансамблю (2013)
- vom Ende bis... для дев’яти струнних інструментів (1993), 09', Lemoine

### Твори концертного жанру
- Rondo для скрипки та ансамблю (1996), 17', Lemoine
- clouds and sky концертна п’єса для фортепіано з оркестром (2010)
- phosphor для перкусії соло та оркестру з чотирьох груп (2005), 18'
- tiento для гітари та ансамблю (1999), 10', Lemoine

### Вокально-інструментальна музика
- Assonanzen етюд для мецо-сопрано та фортепіано (2010), партитура доступна на сайті композитора
- C. Vier Etüden для чотирьох голосів та баскларнета (2012)
- Damenstimmen/Ladies Voices для читця та фортепіано (1995, 2014), 08', Lemoine
- Der Vorhang geht auf. Das Theater stellt ein Theater vor мелодрама для читця та п’яти інструментів (1989), 10', Lemoine
- Fünf Lieder von Franz Schubert для баритона з оркестром (2004), 25', Editions Musicales Européennes
- Pierrot lunaire douze Lieder d’après M. Kowalski, для мецо-сопрано та п’яти інструментів (1992), 30', Lemoine
- Schöne Stellen для чотирьох голосів та струнного квартету (1997), 08'
- Septett для сопрано, альта, баритона та струнного квартету (1986-1987), 07'
- X Etude для голосу та камерного ансамблю (2013)
- ato для мецо-сопрано та фортепіано (2000-2001), 02'
- les petites filles modèles ou les femmes entre elles, камерна опера з хореографією Pierre Droulers (1995), 1 h
- vor Augen для читця, флейти, віолончелі та фортепіано (1993), 08', Lemoine

### Вокальна музика a cappella
- Brandung для вокального ансамблю (1983-1984), 10'
- Ginsterlicht для вокального ансамблю (1983-1984), 03'
- Madrigali a Dio для ансамблю солюючих голосів (2009), 15'
- Marien-Lieder pot-pourri для трьох альтів з релігійних пісень (1991-1992), 12', Lemoine
- feld-rhÿthmen для великого хору та світла (2011), партитура доступна на сайті композитора
- in nomine для хору (та струнного оркестру ad. lib.) (1999), партитура доступна на сайті композитора
- play для шести солюючих голосів та електроніки (2006), 22'
- senza parole чотири п’єси для 32 голосного хору (2000), 12'